# قرار مجلس الأمن التابع للأمم المتحدة رقم 1785
قرار مجلس الأمن التابع للأمم المتحدة رقم 1785، المتخذ بالإجماع في 21 نوفمبر 2007.

## القرار
في إشارة إلى أن البوسنة والهرسك لم تحرز حتى الآن سوى تقدم «محدود للغاية» نحو معايير التكامل مع الاتحاد الأوروبي، فقد أذن مجلس الأمن عام تمديد ولاية عملية ألثيا لمدة عام واحد، والمكلفة بضمان استمرار الامتثال لاتفاقية دايتون.
أذن المجلس أيضا باستمرار وجود مقر لمنظمة حلف شمال الأطلسي، التي قادت قوة تحقيق الاستقرار وسلمت مسؤوليات حفظ السلام إلى قوة الاتحاد الأوروبي في عام 2004، واعترف المجلس بحق المنظمات اتخاذ جميع التدابير اللازمة للدفاع عن نفسها من الهجمات أو التهديدات.
وأكد المجلس مجددا أن المسؤولية الأساسية لمواصلة تنفيذ اتفاق السلام تقع على عاتق السلطات البوسنية. وجاء في القرار أن التزامهم - بما في ذلك تسليم جميع الأشخاص المتهمين من قبل المحكمة الدولية ليوغوسلافيا السابقة للمحاكمة - سيحدد الرغبة المستمرة للمجتمع الدولي والجهات المانحة الرئيسية لتقديم الدعم.
وأكد المجلس أيضا دعمه الكامل للممثل السامي في رصد تنفيذ اتفاق السلام، وأقر بأنه السلطة النهائية في مسرح العمليات فيما يتعلق بتفسير التنفيذ المدني للاتفاق.

## روابط خارجية
- نص القرار في undocs.org